# لوران انریک
لوران انریک (فرانسوی: Laurent Henric‎؛ ۲۰ مارس ۱۹۰۵ – ۱۹۹۲) بازیکن فوتبال اهل فرانسه بود.
از باشگاه‌هایی که در آن بازی کرده‌است می‌توان به باشگاه فوتبال کن و باشگاه فوتبال سن-اتین اشاره کرد.
وی همچنین در تیم ملی فوتبال فرانسه بازی کرده‌است.